# Свято-Трьохсвятительський храм (Дніпро)
Свято-Трьохсвятительський храм  — храм 2-го міського (лівобережного) благочиння Дніпропетровська єпархія УПЦ МП що розташовано у Султанівці Амур-Нижньодніпровського району міста Дніпро. Адреса: Юридична вулиця, 1.
Свято-Трьохсвятительський храм розташований на лівому березі Дніпра серед приватних будинків і нових багатоповерхівок.

## Історія
в 1900 році зусиллями власника і робочих вагоноремонтного заводу на землі, що належала підприємству, почали будувати церкву, яку було освячено у 1902 році на честь трьох великих святителів: Василія Великого, Григорія Богослова і Івана Золотоустого.
Автор проекту Свято-Трьохсвятительського храму залишився історії невідомий. У плані храм мав форму правильного хреста. Вінчав храм купол і традиційний на той час надбанний хрест.
У 1937 році Свято-Трьохсвятительський храм Дніпропетровська було закрито, хрест і верхня частина купола були зруйновані, а в самій будівлі влаштували склад.
У 1941 році німецька адміністрація дозволила відновити богослужіння. Після повернення Червоної армії храм не закрили. Після війни настоятелем Свято-Трьохсвятительського храму був протоієрей Сергій Єгоров. У 1959 році другим священиком почав служити ієрей Анатолій Северин.
У різні роки з 1970 по 2001 рік настоятелями храму були:
- протоієрей Володимир Медведь,
- протоієрей Володимир Заєць,
- протоієрей Ярослав Денека,
- протоієрей Микола Авраменко,
- протоієрей Анатолій Северин.

У 2000 році при храмі відкрита недільна школа для дітей. У липні 2001 року указом Правлячого Архієрея настоятелем Трьохсвятительського храму було призначено протоієрей Микола Курдій.

## Історичні пам'ятки у храмі
Свято-Трьохсвятительський храм в Дніпропетровську є хранителем історичної спадщини міста.
У Свято-Трьохсвятительському храмі Дніпропетровська багато старовинних ікон, зберігається унікальне напрестольне Євангеліє 1784 року й Плащаниця Спасителя 1781 року з пам'ятним написом: «Ця Плащаниця споруджена коштом раба Божого Якова Шрама, титаря колишньої Запорізької Січі церкви 1781 року».

## Мощі
Праворуч від вівтаря розташований ковчег із часточками мощей 40 особливо шанованих святих, серед яких:
- мучениця Анастасія Узорішительниці,
- преподобний Максим Грек,
- великомученик Микита,
- мученик Іоанн Воїн,
- святий Святий Спиридон, Оптинські,
- святі угодники Києво-Печерської Лаври.